# Леонард Семятковський
Леонард Сементковський (6 листопада 1917, Катеринослав, — 12 квітня 2014) — польський політик, банкір, президент Національного банку Польщі та заступник міністра фінансів у 1968—1972 роках.

## Біографія
Він закінчив гімназію у Варшаві, а потім продовжив навчання на юридичному факультеті Варшавського університету. Брав участь у вересневій кампанії як унтер-офіцер піхотного полку. Після капітуляції фортеці Модлін потрапив у німецький полон, де до кінця війни працював у німецького фермера в Скупі. Після звільнення вступив до Громадянськой міліції. Потім переїхав до Ольштина, де працював у Воєводському земельному управлінні. Належав також до: Союзу незалежної соціалістичної молоді та Союзу академічної польської молоді (був членом правління цієї організації). У 1950 р. закінчив факультет права та економіки університету ім. Миколи Коперника в Торуні, після чого працював у відділенні Національного банку Польщі (НБП) в Торуні, потім у Хелмжі, де був менеджером і керівником. У 1951—1952 рр. він був директором Відділення НБП у Бидгощі, потім головою воєводського відділення НБП у Кракові, а в грудні 1959 року став директором Департаменту промислового кредитування цього банку.
З 17 вересня 1968 року по 29 грудня 1972 року він був президентом Національного банку Польщі та одночасно заступником Державного секретаря Міністерства фінансів. З 1972 по 1973 рік був віцепрезидентом правління Bank Handlowy у Варшаві, а з 1973 по 1978 рік — головою правління Mitteleuropaeische Handelsbank AG у Франкфурті.
З 1948 року належав до Польської робітничої партії, а потім до Польської об'єднаної робітничої партії. Він був членом Університетського комітету ПОРП в Університеті ім. Миколи Коперника, а в 1951 році став членом міського комітету та керівником партійного навчального центру в Хелмжі. У 1955—1959 роках був членом економічного комітету провінційного комітету Польської об'єднаної робітничої партії в Кракові. У 1961 році він став членом парткому НБП.